# 日根野高継
日根野 高継（ひねの たかつぐ）は江戸時代の旗本。日根野高吉の次男、母は戸田忠成の女。
慶長7年（1602年）より徳川家康に仕える。美濃国安八郡・石津郡・多芸郡・方県郡・大野郡・山県郡・厚見郡の7郡内において采地7000石を賜う。後に小姓となり、大坂の陣に従軍する。元和3年（1617年）5月26日、采地の朱印を受ける。寛永3年（1626年）死去。法名は逸閑。駒込の勝林寺に葬られる。